# Gambler (Musical)
Gambler – Das Geheimnis der Karten ist das dritte Musical von Eric Woolfson (Musik und Text), basierend auf dem Roman Der Spieler von Fjodor Dostojewski. Die Uraufführung fand am 26. Oktober 1996 auf der Musical-Bühne in Mönchengladbach statt.

## Handlung
Schauplatz der Geschichte ist ein Casino der noblen Art – irgendwo auf der Welt, wo Menschen zu besessenen Spielern werden, weil sie Geld und Gewinn mit Lebensglück verwechseln. Im „Peking Palace“ gibt es Verführer und Verführte, die durch Intrigen, Sehnsüchte und Leidenschaft in ein Geflecht gegenseitiger Abhängigkeit geraten. Jede Figur benutzt die andere auf subtile oder offene Weise, um an das Ziel ihrer Träume zu kommen.
Das Glück aber, so zeigt sich, lässt sich nicht kalkulieren und nicht im Spiel erzwingen. Eine Zahlenkombination ist selten der Schlüssel zum dauerhaften Erfolg. Und am wenigsten ist die Liebe eine berechenbare Größe: Sie nimmt ihren Abschied, wenn sie zu zweifelhaften Zwecken missbraucht wird.

## Musik
Die Musik enthält Tracks von The-Alan-Parsons-Project-Alben The Turn of a Friendly Card, Stereotomy und Eye in the Sky. Der Song am Ende des Ersten Aktes Limelight (ursprünglich gesungen von Gary Brooker) war in der Version von Bonnie Tyler der offizielle TV-Song des ZDF für die Olympischen Sommerspiele 1996 in Atlanta.

## Künstlerisches Team der Uraufführung
Musik und Text: Eric Woolfson; Inszenierung: Elmar Ottenthal; Bühnenbild: Hannes Rader; Sounddesign: Haydn Bendall; Soundconsulting: Othmar Elchinger; Choreographie: Peter Wissmann; Kostüme: Sabine Coch; Musikalische Leitung: Harry Koning; Lichtgestaltung: Wieland Müller-Hasslinger; Chor- und Orchesterarrangements: Gavin Greenaway.

## Besetzung der Uraufführung
Casino-Boss: Rafi Weinstock (James Sbano); Gambler: Chris van Tongelen (Reinhardt Brussmann, Gerardo Jak, Mario Taghadossi); Show-Girl: Annika Bruhns (Nicky Forsyth); Countess: Georgina Chakos (Isabel Broders, Stephanie H. Tschoeppe, Yana Kriz, Kerstin Brix)

## Diskografie
Es existiert eine englische Liveaufnahme von September 1997 mit der originalen Mönchengladbacher Besetzung. Die einzelnen Tracks dieser CD: 1. Fanfare, 2. Green Light Means Danger, 3. Love In The Third Degree, 4. When The World Was Young, 5. Games People Play, 6. The Golden Key, 7. Limelight, 8. Nine By Nine By Nine, 9. Halfway, 10. Eye In The Sky, 11. (You’ll Be) Far Away, 12. Time, 13. Medley.
Eine zweite limitierte Aufnahme gibt es von 2002 mit der originalen Korea-Besetzung und darum auch in koreanischer Sprache.